# Hans Hedberg
Hans Hedberg (Örnsköldsvik, Västernorrland, Suécia, 25 de Maio de 1917 - Biot, Alpes-Marítimos, França, 27 de Março de 2007) foi um escultor e ceramista sueco que residiu no Sul de França até à sua morte. É mais conhecido pelos seus gigantescos frutos em cerâmica com montagens em vários países, especialmente na sua Suécia natal e na França. Faleceu no dia 27 de Março de 2007, aos 89 anos de idade.